# (5395) Shosasaki
(5395) Shosasaki (1988 RK11) – planetoida z pasa głównego asteroid okrążająca Słońce w ciągu 4,04 lat w średniej odległości 2,54 j.a. Odkryta 14 września 1988 roku.